# 関東 (陸軍軍人)
関 東（關 東、せき あづま、1871年〈明治4年〉2月 - 1951年〈昭和26年〉）は、大日本帝国陸軍軍人。最終階級は陸軍大佐。位階勲等は正五位勲三等。

## 経歴
常陸国（現・茨城県）出身。1895年（明治28年）陸軍士官学校第6期卒業。
1916年（大正5年）11月に陸軍歩兵大佐・青森連隊区司令官、1918年（大正7年）7月に歩兵第29連隊長を経て、1920年（大正9年）7月に待命、同年10月に予備役に編入した。
退役後に水戸で右翼団体「春秋会」を主宰した。

## 栄典
位階
- 1895年（明治28年）11月15日 - 正八位[4]
- 1897年（明治30年）12月15日 - 従七位[5]
- 正五位[1]

勲章等
- 勲三等瑞宝章[1][2]
- 勲三等旭日中綬章[1][2]

外国勲章佩用允許
- 勲四等白象勲章[1][2]
- 第三等双龍宝星（en）[1][2]
- 第二等双龍宝星[1][2]